# یواس‌اس وسترن کامت (آی‌دی-۳۵۶۹)
یواس‌اس وسترن کامت (آی‌دی-۳۵۶۹) (به انگلیسی: USS Western Comet (ID-3569)) یک کشتی بود که طول آن ۴۲۳ فوت ۹ اینچ (۱۲۹٫۱۶ متر) بود. این کشتی در سال ۱۹۱۸ ساخته شد.